# Canariphantes corona
Espèce
Synonymes
- Algarveneta corona Wunderlich, 2021

Canariphantes corona est une espèce d'araignées aranéomorphes de la famille des Linyphiidae.

## Distribution
Cette espèce est endémique d'Algarve au Portugal,. Elle se rencontre vers Tavira.

## Description
Les femelles mesurent de 1,6 à 1,8 mm.

## Systématique et taxinomie
Cette espèce a été décrite sous le protonyme Algarveneta corona par Wunderlich en 2021. Elle est placée dans le genre Canariphantes par Wunderlich en 2023.

## Publication originale
- Wunderlich, 2021 : « Few new, rare or special species of spiders from the Algarve, Portugal (Arachnida: Araneae). » Beiträge zur Araneologie, vol. 14, p. 3-24.